# Emilio Forni
Emilio Forni (* 26. Oktober 1883 in Lyon; † 30. Dezember 1946 in Bellinzona) war ein Schweizer Bauingenieur, Politiker, Tessiner Grossrat und Staatsrat.

## Leben
Emilio Forni war Sohn des Kellners Cesare und dessen Ehefrau Matilde geborene Vella, Bäuerin. Er heiratete Luigia Truttmann. Nach dem Abschluss der St. Galler Kantonsschule erwarb er das Diplom als Bauingenieur an der Eidgenössischen Technischen Hochschule in Zürich. Dann arbeitete er bei den Schweizerischen Bundesbahnen (SBB). Als Politiker der Freisinnig-Demokratische Partei war er Stadtrat in Faido von 1916 bis 1920, Gemeinderat von 1924 bis 1928 und Stadtrat von 1928 bis 1933 in Bellinzona.
Er war Mitglied des Tessiner Grossrats von 1917 bis 1921 und 1927. Im Jahr 1921 wurde er in den Staatsrat gewählt, verzichtete aber auf dieses Amt. Nach der Spaltung der Freisinnig-Demokratischen Partei im Jahr 1934 schlug er sich auf die Seite der so genannten Vereinigungspartei, die er von 1935 bis 1946 im Staatsrat vertrat und leitete die Abteilung für öffentliches Bauen und Militär.